# Tairona

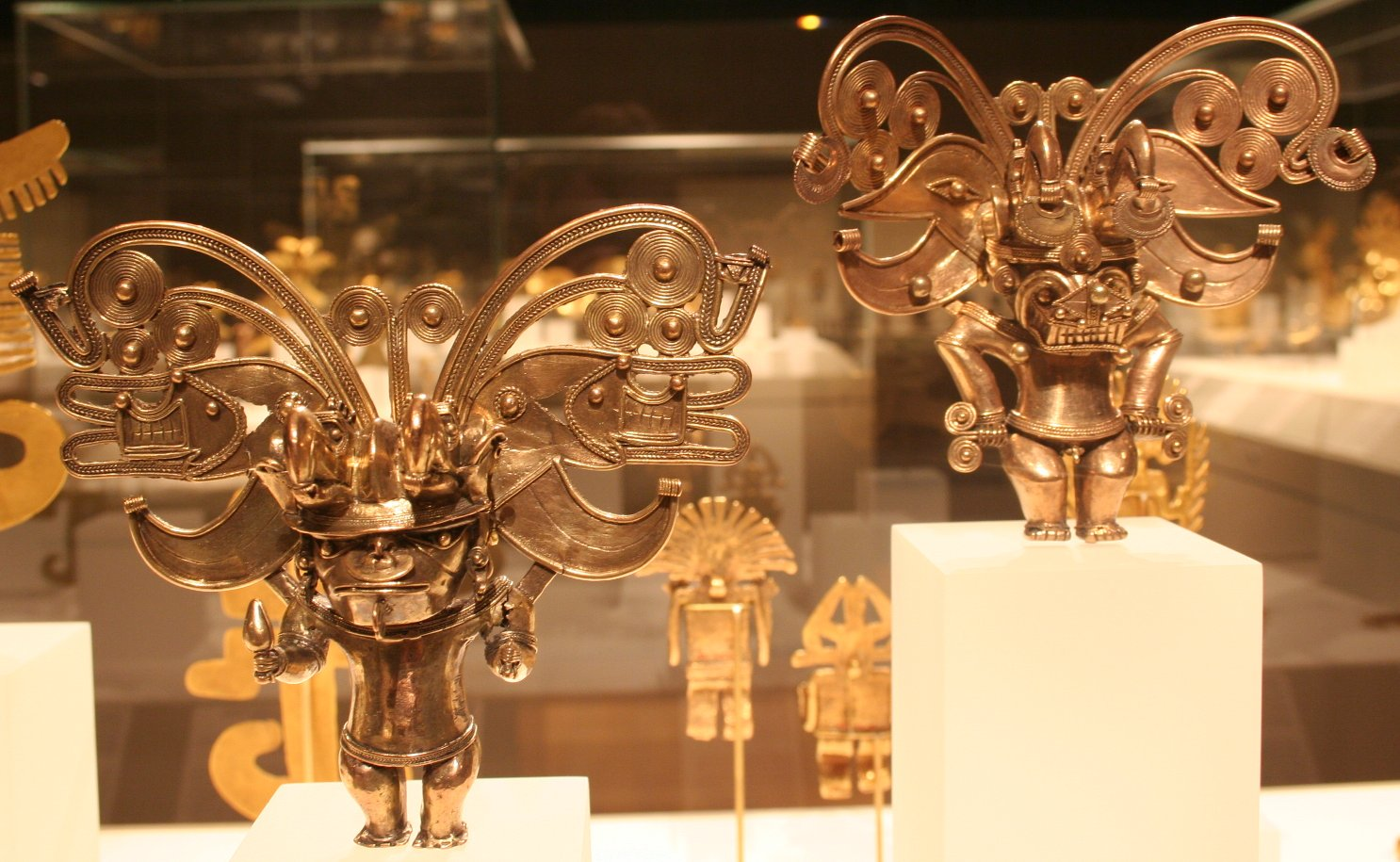
Ciondolo d'oro fatto dai Tairona

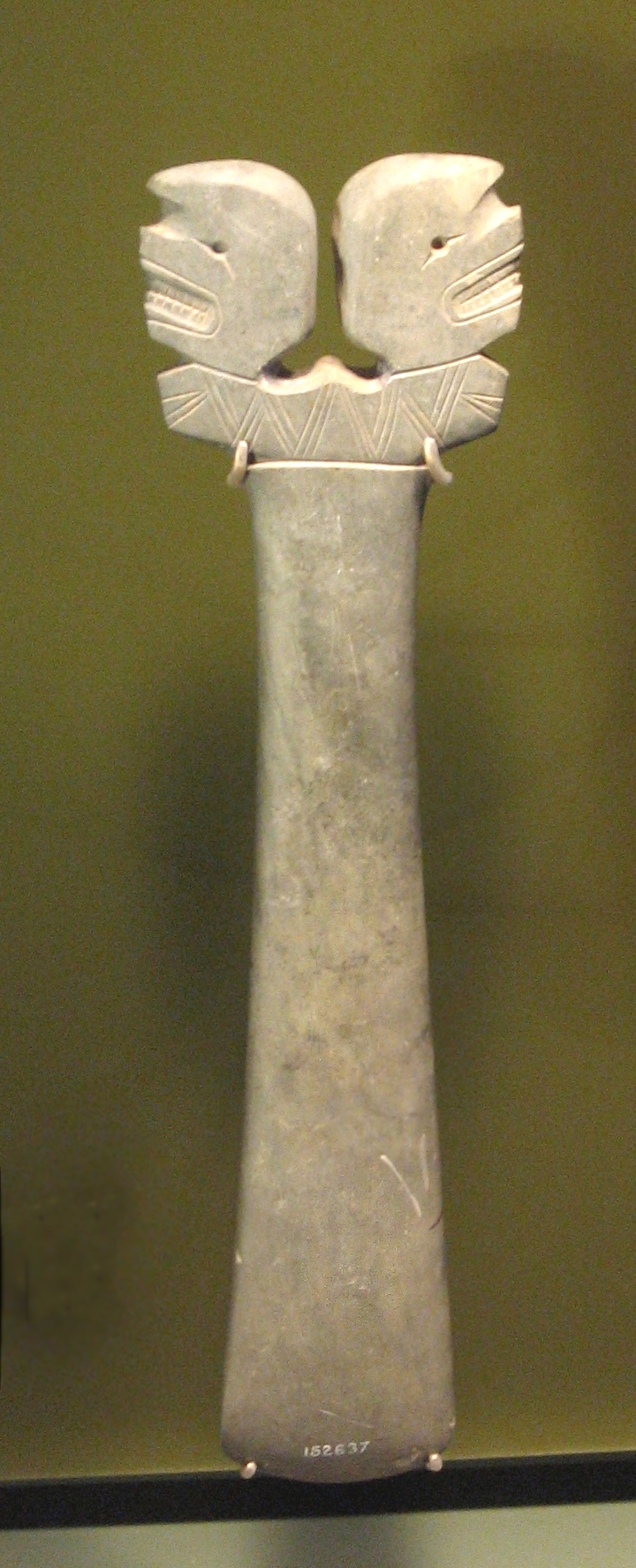
Bastone in pietra verde risalente al 1550 - 1600

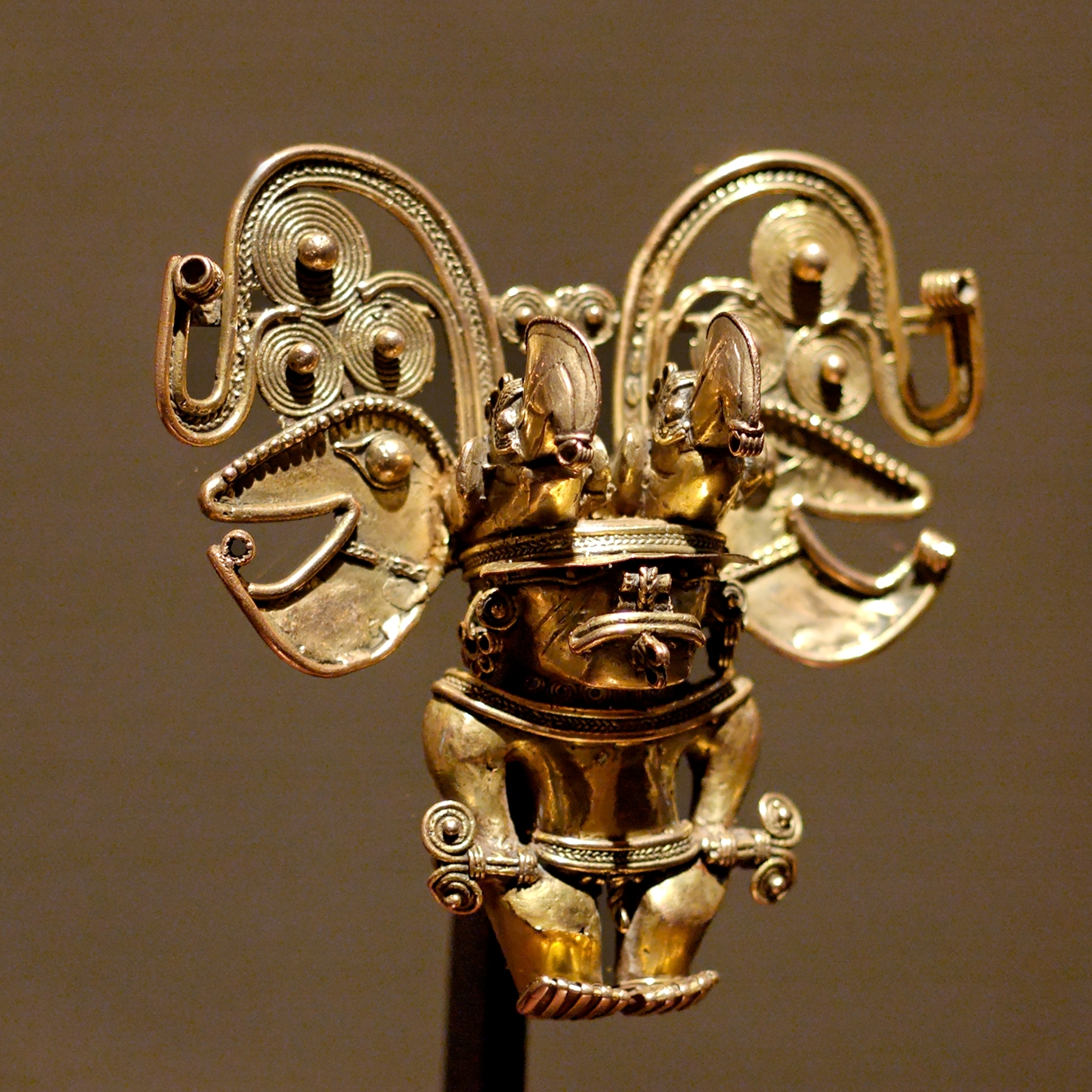
Ciondolo Tairona

I Tairona erano un gruppo di indigeni organizzati in chiefdom situati nella regione di Sierra Nevada de Santa Marta nel dipartimento di Cesar, dipartimento di Magdalena e dipartimento di La Guajira in Colombia. I primi insediamenti di questi indigeni risalgono al primo secolo d.C.
I Tairona parlavano una lingua appartenente alla famiglia Chibcha, e vennero costretti a migrare dagli spagnoli quando arrivarono in sud America nei secoli XVI e XVII. Gli indigeni Kogui, Wiwa, Arhuaco (Ijka, Ifca) e Cancuamo che vivono oggigiorno nelle zone citate sono probabili discendenti dei Tairona.

## Origine del nome
La parola "Tairona" è derivata da una parola indigena, e la si trova in diverse forme in quattro gruppi linguistici della Sierra Nevada di Santa Marta: nella lingua sanca si pronuncia Teiruna, in kankuamo Teijua o Tairuna e in ijka Teruna. Il significato equivale a "maschi" o "figli della tigre".
Anche se Tairona potrebbe essere un nome poco accurato per indicare la gente che viveva nella regione quando arrivarono i conquistadores, è comunque diventato il più comune e indica una rete gerarchica di villaggi sviluppatisi attorno al 900. All'inizio veniva usato per indicare gli abitanti di una valle e forse di un chiefdom chiamato "Tairo", vicino alla Sierra Nevada de Santa Marta. Nel XVI secolo gli spagnoli lo usarono per indicare un complesso gruppo di chiefdom della zona. I gruppi nella Sierra Nevada settentrionale e occidentale non erano differenti per gli spagnoli, e lo sono rimasti per gli archeologi in tempi moderni.

## Geografia
La sequenza temporale della zona va dal 200 a.C. circa al 1600, quando i Tairona vennero integrati con la forza nel sistema della encomienda spagnola. La datazione al carbonio 14 mostra che i siti sulla costa vennero occupati a partire dal 200 a.C., molto prima di quelli situati ad altitudini più elevate, fino a 1200 metri sul livello del mare. Sulla costa caraibica vi sono villaggi dall'architettura modesta, dove i primi indigeni vi si insediarono, per poi continuare ad abitare nella zona fino all'arrivo dei coloni europei.
Le fonti riguardanti i Tairona sono limitate a ritrovamenti archeologici e ad alcuni testi scritti risalenti all'era coloniale spagnola. Una delle prime descrizioni venne stesa da Pedro Marty Angheira e da altri esploratori che visitarono la regione tra il 1505 e il 1524, e venne pubblicata nel 1530. Angheira descrive le valli dove i Tairona vivevano, specificando l'alta densità della popolazione negli insediamenti, con campi irrigati. Molti villaggi praticavano la pesca e commerciavano i prodotti marini con la gente che viveva nell'entroterra. Angheira descrive come gli indigeni respinsero gli spagnoli quando tentarono di catturare donne e bambini per renderli schiavi. I primi contatti furono molto violenti e gli spagnoli ebbero grandi perdite; il governatore di Santa Marta, Rodrigo de Bastidas, decise quindi di optare per la strada diplomatica.

## Città
Uno dei villaggi più conosciuti dal punti di vista archeologico è Ciudad Perdida ("Città Perduta" in spagnolo). Fu una città che si estendeva su 13 ettari di terreno al suo nucleo. Venne scoperta da dei saccheggiatori nel 1975, e attualmente è protetta dall'Istituto di Storia e Antropologia della Colombia. Studi demografici asseriscono che nella città vivevano 1.500-2.500 persone. Ci sono molti altri siti di grandezza simile.
Un sito più grande, Pueblito, si trova vicino alla costa. Secondo la ricerca di Reichel-Dolmatoff, contiene almeno 254 gradonate e ospitava una popolazione di circa 3000 persone. Gli studi regionali archeologici nella zona mostrano che vi erano altri villaggi anche più grandi verso la parete occidentale della Sierra Nevada di Santa Marta, come Posiguieca e Ciudad Antigua.
Alcuni villaggi più piccoli formavano una catena di comunità specializzate, connesse da strade di pietra. I Tairona costruivano gradonate, piattaforme a terrazza, scale, fogne sanitarie, tombe, e ponti. L'uso di ceramica per utensili, oggetti ornamentali e cerimonie era diffuso e le comunità possedevano una buona capacità e conoscenza nella modellazione della ceramica.

## Arte e manifattura
La cronologia della ceramica dei Tairona parte dal 200 a.C. e arriva fino al 1650, mentre sono state anche trovate oggetti in ceramica sulla costa caraibica colombiana che risalgono fino almeno al 2500 a.C. Alcune indagini fatte a Chengue, Parque Tairona dall'archeologo colombiano Alejandro Dever mostrano che vi sono variazioni importanti nella ceramica, che permettono di formulare cinque fasi nella cronologia. La prima fase, chiamata Nahuange 1, inizia verso il 200 a.C. e finisce attorno al 500, dove vi è una crescita numerica della popolazione. Una seconda fase, chiamata Nahuange 2, va dal 500 al 900. Attorno al 900 iniziò il periodo Tairona, con caratteristiche variazioni in grandezza e numero delle ceramiche, conservando lo stile delle due fasi precedenti. Questa fase, conclusasi nel 1650, mostra molte variazioni locali. Questo venne mostrato da molti lavori fatti negli anni ottanta dagli archeologi colombiani Augusto Oyuela, Carl Langebaek, Luisa Fernanda Herrera e Ana Maria Groot, e altri.
I Tairona diventarono abili nel lavorare l'oro. L'oggetto in oro più antico creato dai Tairona risale al periodo compreso tra il 300 e l'800. Tra i manufatti in oro vi sono ciondoli, ornamenti per le labbra, per il naso, collane, e orecchini. Le figurine in oro rappresentano esseri umani, forse uomini nobili e capi, vestiti riccamente e con maschere di animali sulla faccia. Molti elementi della loro postura (per esempio mani sui fianchi) indicano un comportamento bellicoso, comune nella società Tairona.

## Religione
I resoconti spagnoli della religione dei Tairona descrivono che si praticava la libertà del divorzio e l'accettazione dell'omosessualità. Il riferimento all'omosessualità potrebbe essere una cattiva interpretazione di alcune pratiche religiose. La loro religione separava la vita domestica dei due sessi. La descrizione dell'omosessualità nei Tairona potrebbe essere stato un tentativo della Chiesa Cattolica nel fare in modo che venisse abolita la casa di incontro per i maschi, sito di attività religiosa. Il culto spirituale dei Tairona sopravvive in parte come culto religioso nella tribù dei Kogui. Molti degli uomini adulti sono coinvolti in rituali che possono durare giorni.

## Dissoluzione
Nel 1599 i Tairona si ribellarono contro gli spagnoli, poiché la pressione sulla loro economia e religione era diventata intollerabile. Sacerdoti e viaggiatori vennero uccisi sulle strade che collegavano la città di Santa Marta e i centri dei Tairona chiamati Bonda, Concha e Chengue. Altri obiettivi della ribellione che vennero colpiti furono chiese, e case degli amministratori coloniali. Questi dati sono stati ricavati dalle testimonianze avute durante il processo fatto ai capi Tairona nel 1602. I capi dei villaggi di Chengue e Bonda vennero condannati a morte, e i loro corpi vennero smembrati, i loro villaggi bruciati, e la loro gente venne incorporata nel sistema della Encomienda. Nella metà del XVII secolo gran parte del territorio in cui un tempo abitavano i Tairona venne ricoperto dalla foresta.
I loro discendenti moderni sono i Kogui.